# رود بوبیل
رود بوبیل (انگلیسی: Bubyl) یک رودخانه در سرزمین پرم کشور روسیه است.